# MRNA-1273.214
Le vaccin mRNA-1273.214 de Moderna est une version bivalente du vaccin mRNA-1273, adjoignant une souche Omicron (B.1.1.529) à la souche historique (D614G).
Les deux ARN messagers sont dosés à 25 µg chacun.
Les résultats d'essais cliniques de phase II/III publiés en juin 2022 montrent une performance accrue de ce vaccin sur les variants BA.4 et BA.5 — dominants à cette date — avec un taux d'anticorps neutralisants 5 fois supérieur,.
Comme son homologue de Pfizer-BioNTech, le MRNA-1273.214 a été autorisé par l'Agence européenne des médicaments le 1er septembre 2022.